# 79 км (селище)
79 км (рос. 79 км) — селище у складі Топкинського округу Кемеровської області, Росія.

## Населення
Населення — 26 осіб (2010; 50 у 2002).
Національний склад (станом на 2002 рік):
- росіяни — 96 %